# 茶叶山矾
茶叶山矾（学名：Symplocos theifolia）为山矾科山矾属下的一个种。

## 扩展阅读
維基物種上的相關：茶叶山矾